# Chaire de littérature française Maréchal Foch

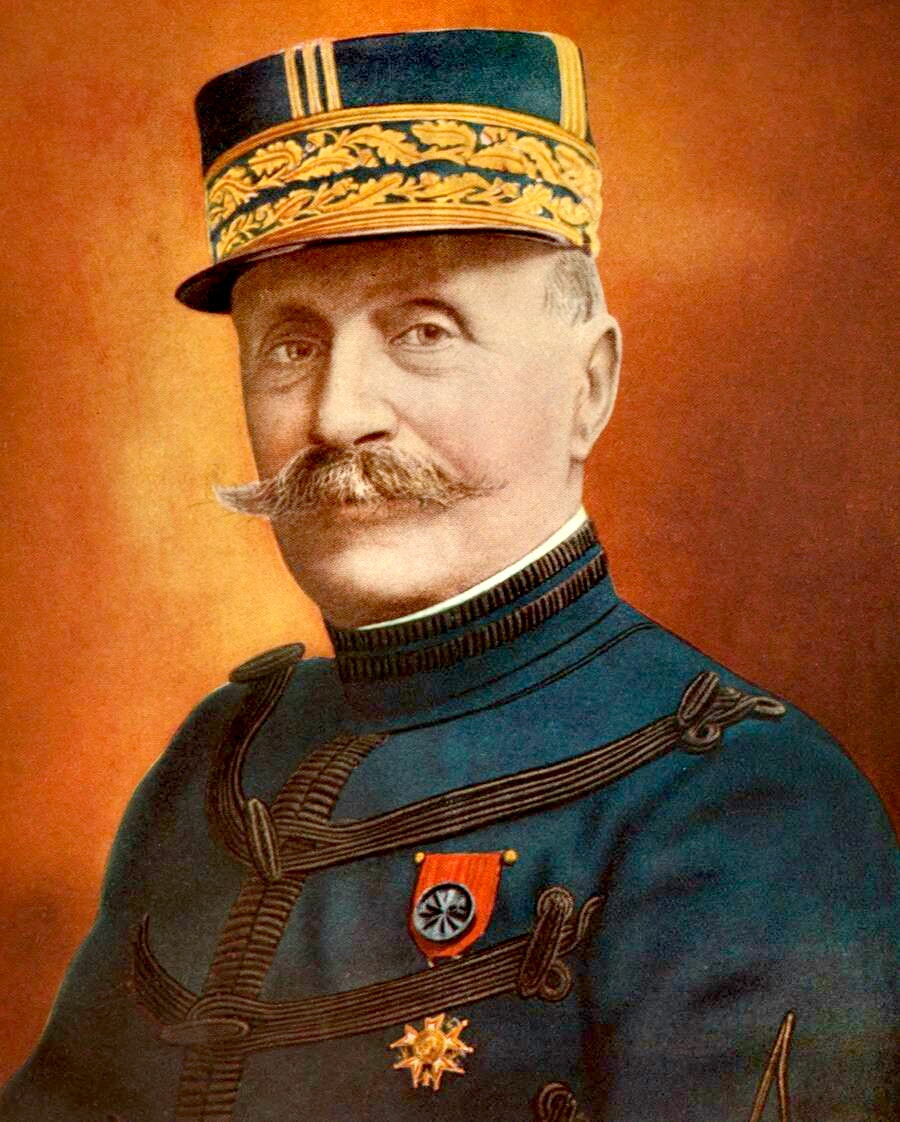
Le maréchal de France Ferdinand Foch.

La chaire de littérature française « Maréchal Foch » (Marshal Foch Professor of French Literature en anglais) est une chaire universitaire de l'université d'Oxford, au Royaume-Uni. Elle a été fondée en 1918, peu après la fin de la Première Guerre mondiale.
Elle est baptisée en l'honneur du maréchal français Ferdinand Foch, commandant en chef des forces alliées de l'Entente à la fin de la guerre. La création de la chaire a été impulsée par le marchand d'armes Basil Zaharoff, fondateur à l'université de Paris d'une chaire de littérature anglaise baptisée en l'honneur du général britannique Douglas Haig. Basil Zaharoff a fait un don à l'université d'un montant de 25 000 livres sterling. Pour le remercier, l'université d'Oxford lui décerne le titre honorifique de Doctor of Civil Law en 1920.

## Liste des professeurs
Les professeurs titulaires de la chaire universitaire sont, dans l'ordre chronologique :
- Gustave Rudler, 1920–1949,
- Jean Seznec, 1950–1972,
- Jacques Scherer, 1973–1979,
- Robert Shackleton, 1979–1986,
- Jean-Yves Tadié, 1988–1991,
- Malcolm Bowie, 1992–2002,
- Michael Sheringham, 2004-2015
- Catriona Seth, depuis 2015.

## Sources
- (en) Cet article est partiellement ou en totalité issu de l’article de Wikipédia en anglais intitulé « Marshal Foch Professor of French Literature » (voir la liste des auteurs).